# Manujan
Manūjān (farsi منوجان) è una città dello shahrestān di Manujan, circoscrizione Centrale, nella provincia di Kerman. Aveva, nel 2006, una popolazione di 12.110 abitanti.